# Castelul Degenfeld din Cuci

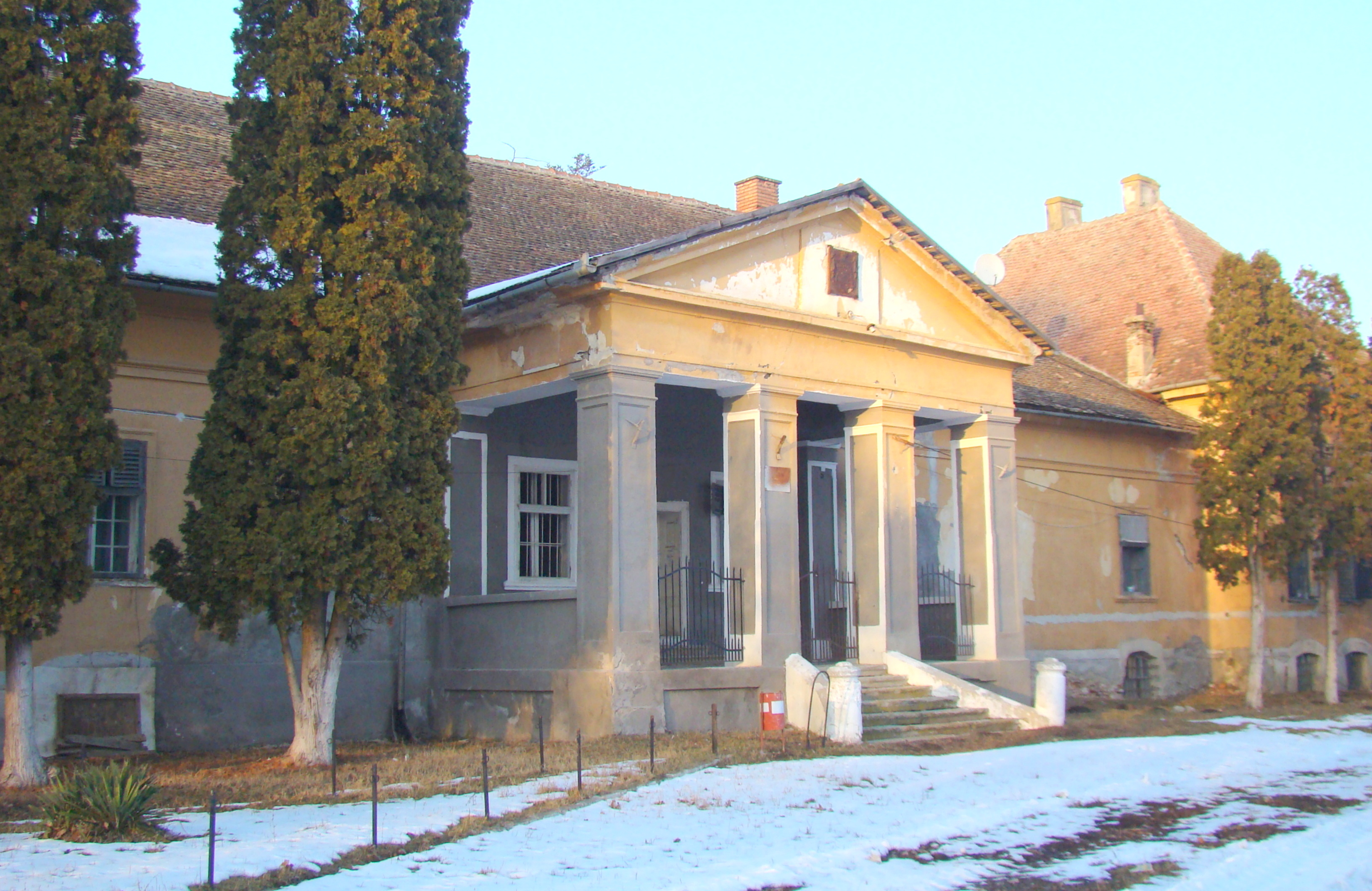
Castelul Degenfeld din Cuci, comuna Cuci, județul Mureș, foto: februarie 2015.

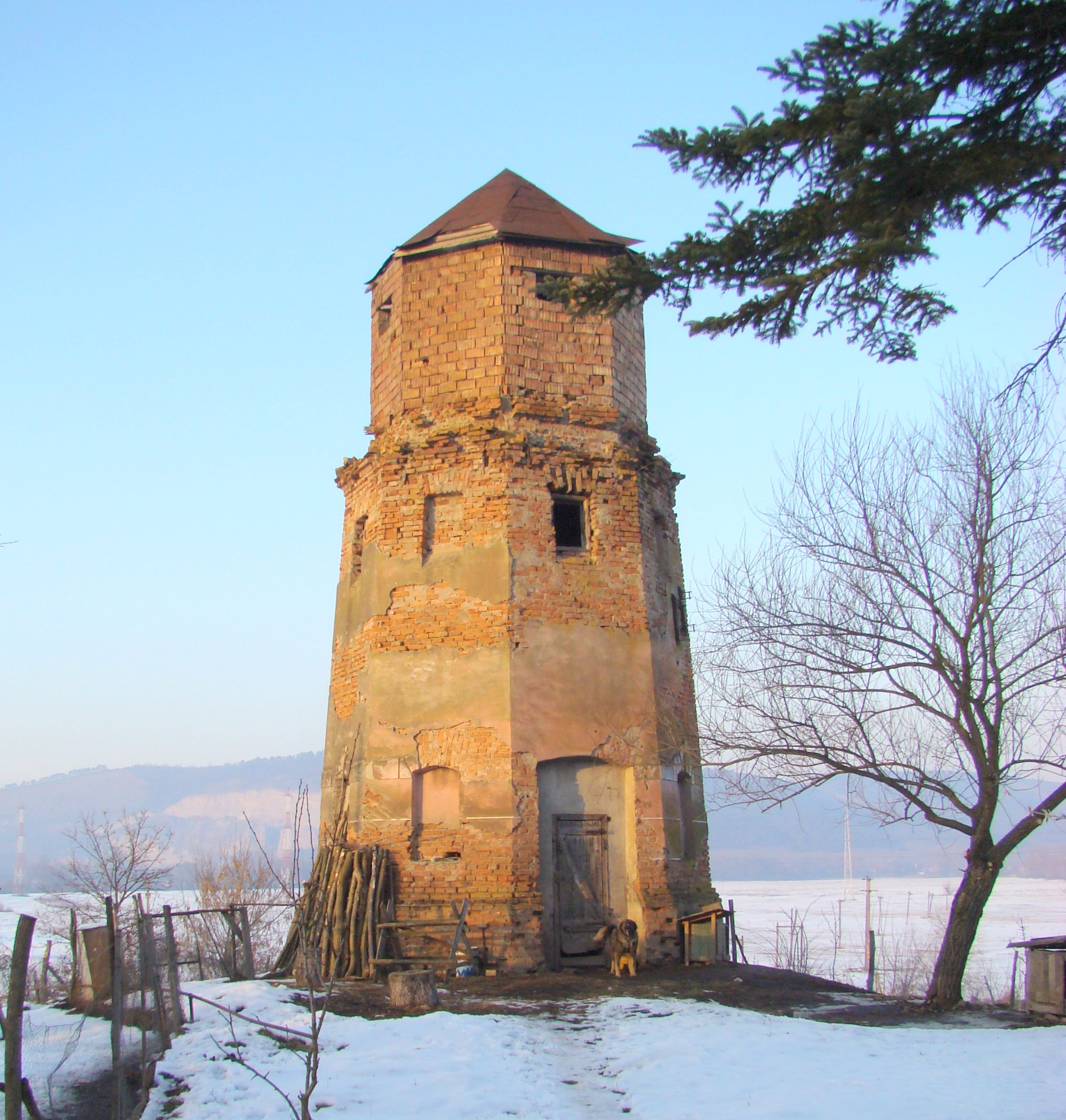
Turnul de cărămidă care asigura alimentarea cu apă a castelului

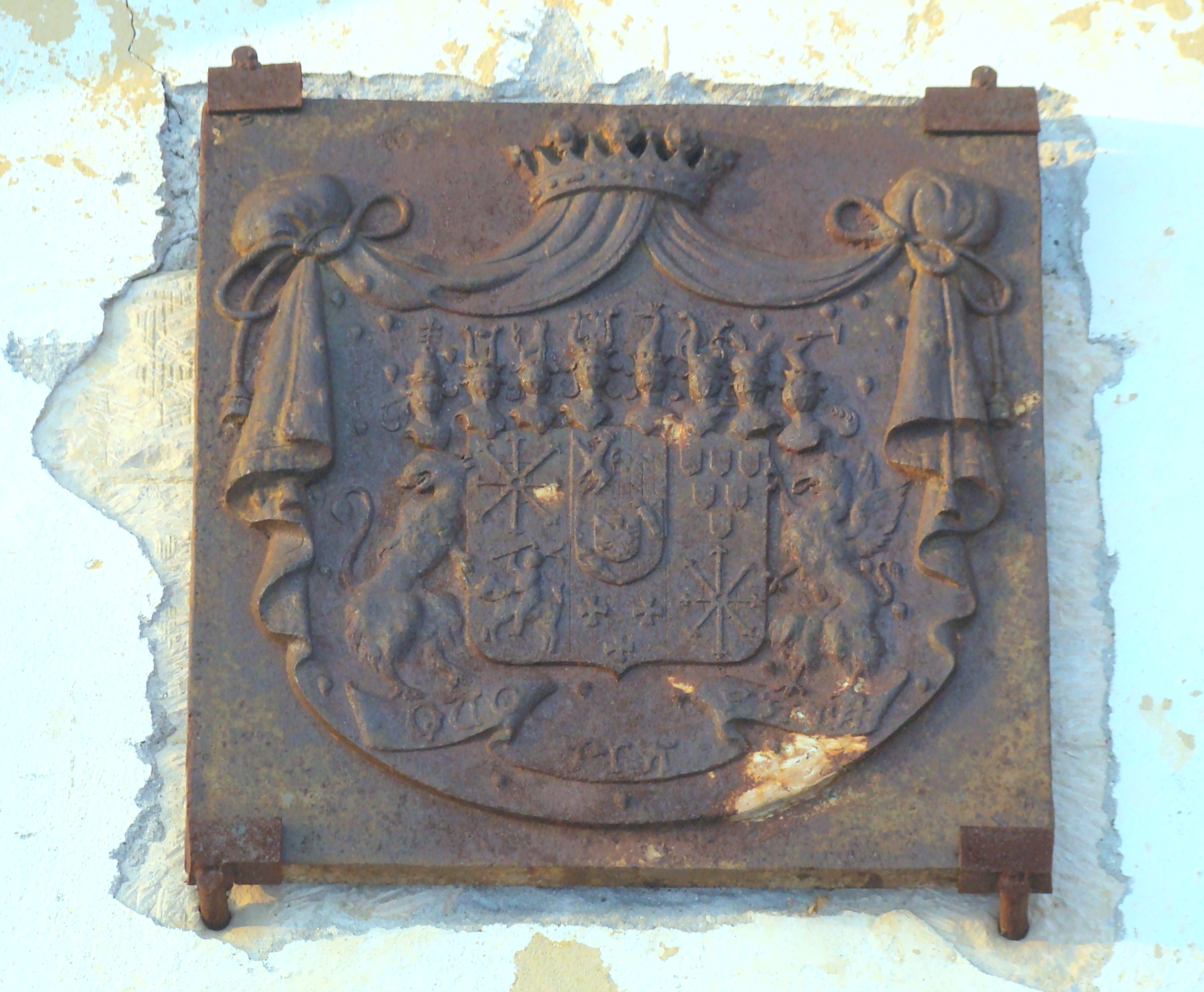
Blazonul din fontă al familiei nobiliare Degenfeld

Castelul Degentfeld din Cuci este un ansamblu de monumente istorice aflat pe teritoriul satului Cuci, comuna Cuci.
Ansamblul este format din următoarele monumente:
- Castelul Degentfeld (cod LMI MS-II-m-B-15642.01)
- Parc (cod LMI MS-II-m-B-15642.02)

## Istoric
Primul castel din localitatea Cuci a fost construit în secolul al XVII-lea de către contele Pekry Lőrinc, general al curuților, și soția sa, baronesa Petrőczi Kata Szidónia, poetă maghiară. Materialele acestui castel au fost folosite pentru construirea castelului Degenfeld. Inițiativa construrii acestuia aparține contelui Degenfeld Miksa Kristóf, în secolul XIX. Ulterior, clădirea a fost extinsă cu două aripi de către Degenfeld Lajos, în secolul al XX-lea.
În timpul comunismului, castelul a fost sediu CAP, iar apoi, după marea inundație din 1970, în clădire s-au mutat Primăria, Biblioteca și Poliția. Castelul a fost retrocedat familiei Degenfeld.  

## Trăsături
Castelul, construit în stil neoclasicist, are un plan simetric, cu un singur nivel, și dispune de un portic cu coloane în axul central. Prin acest portic se poate ajunge în sala mare de odinioară, iar de acolo în sala de fumat, de conversație și în camerele de oaspeți.
Pe vremuri, clădirea era înconjurată de un parc dendrologic și avea și două sere.

## Galerie de imagini

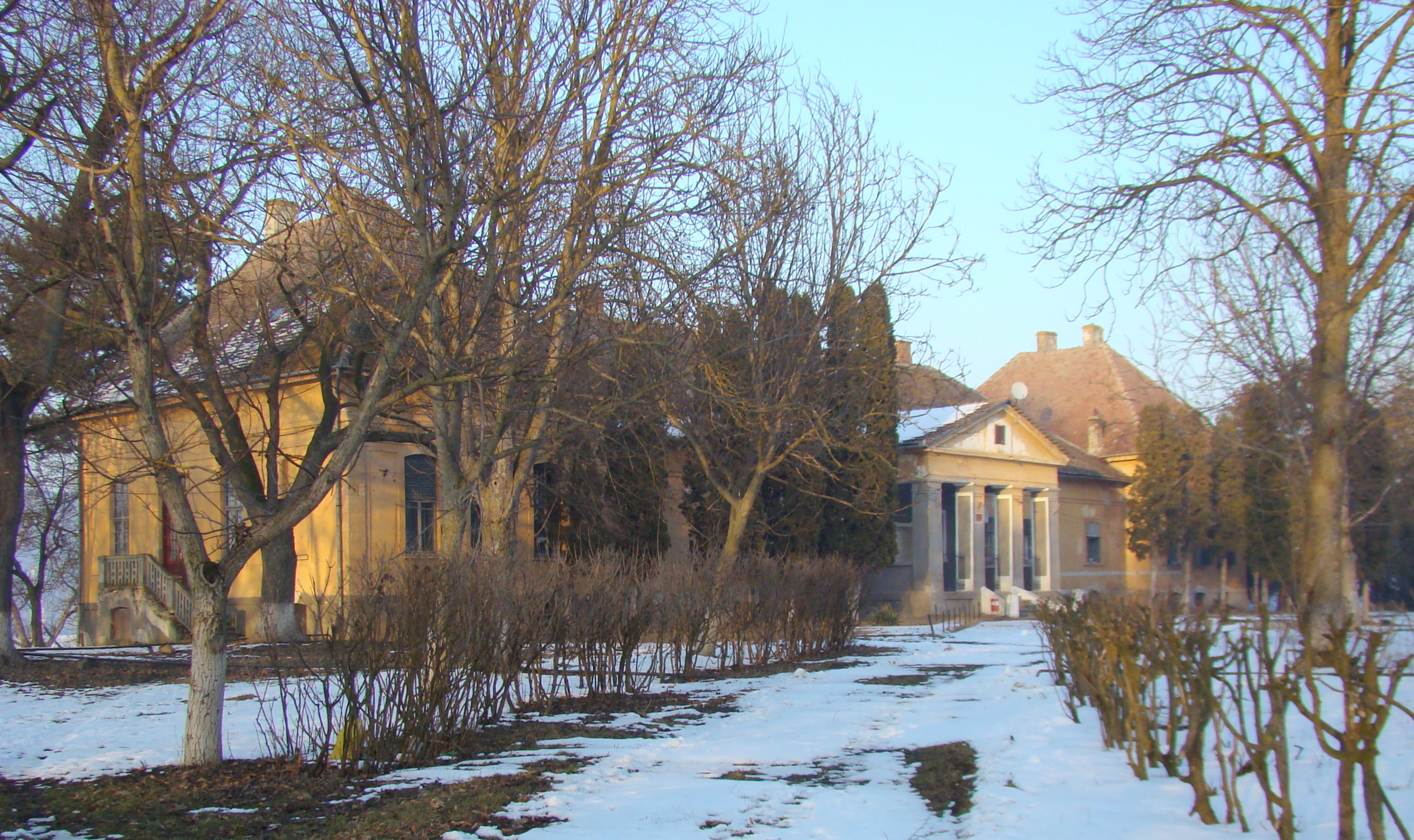
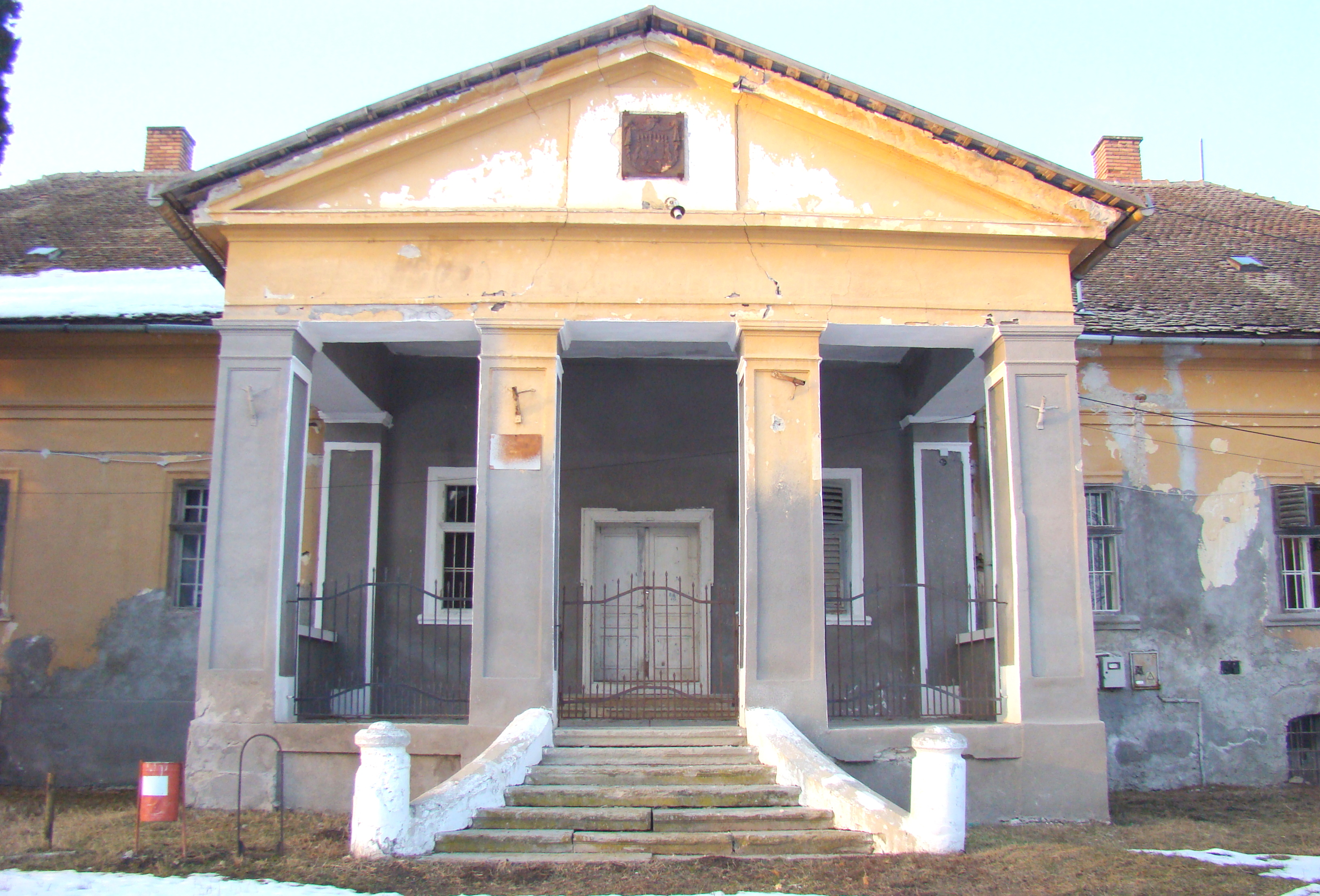
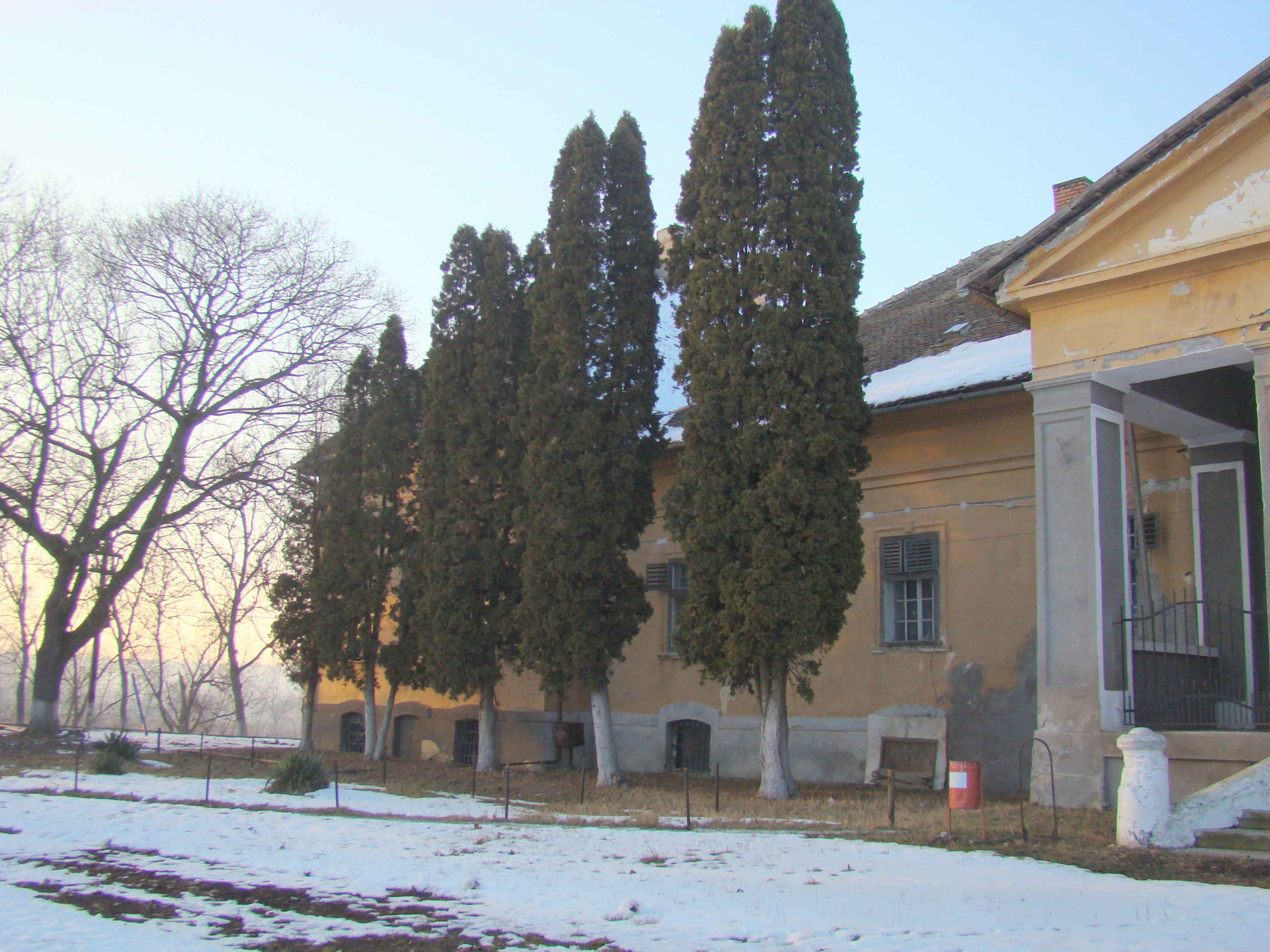
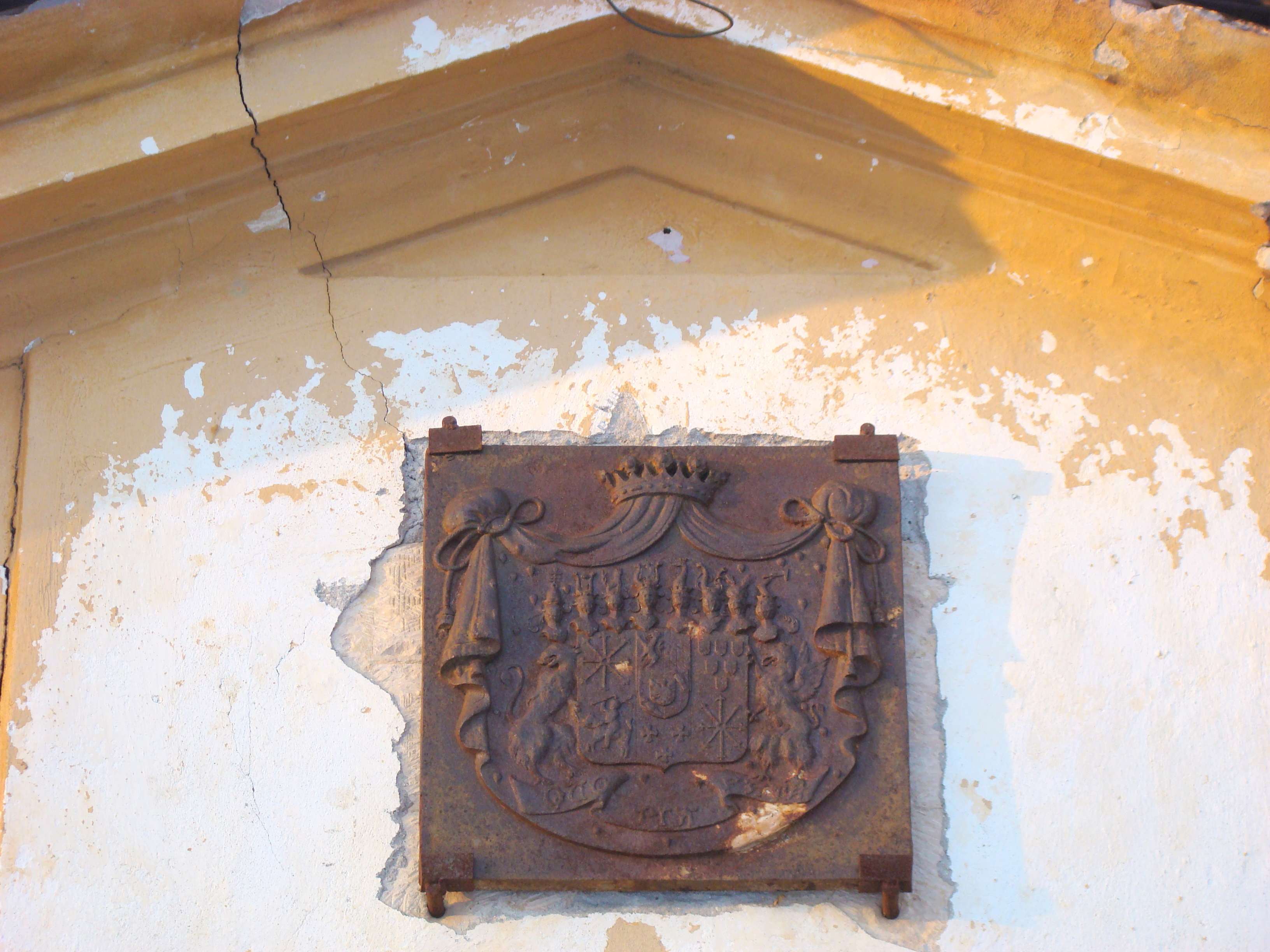
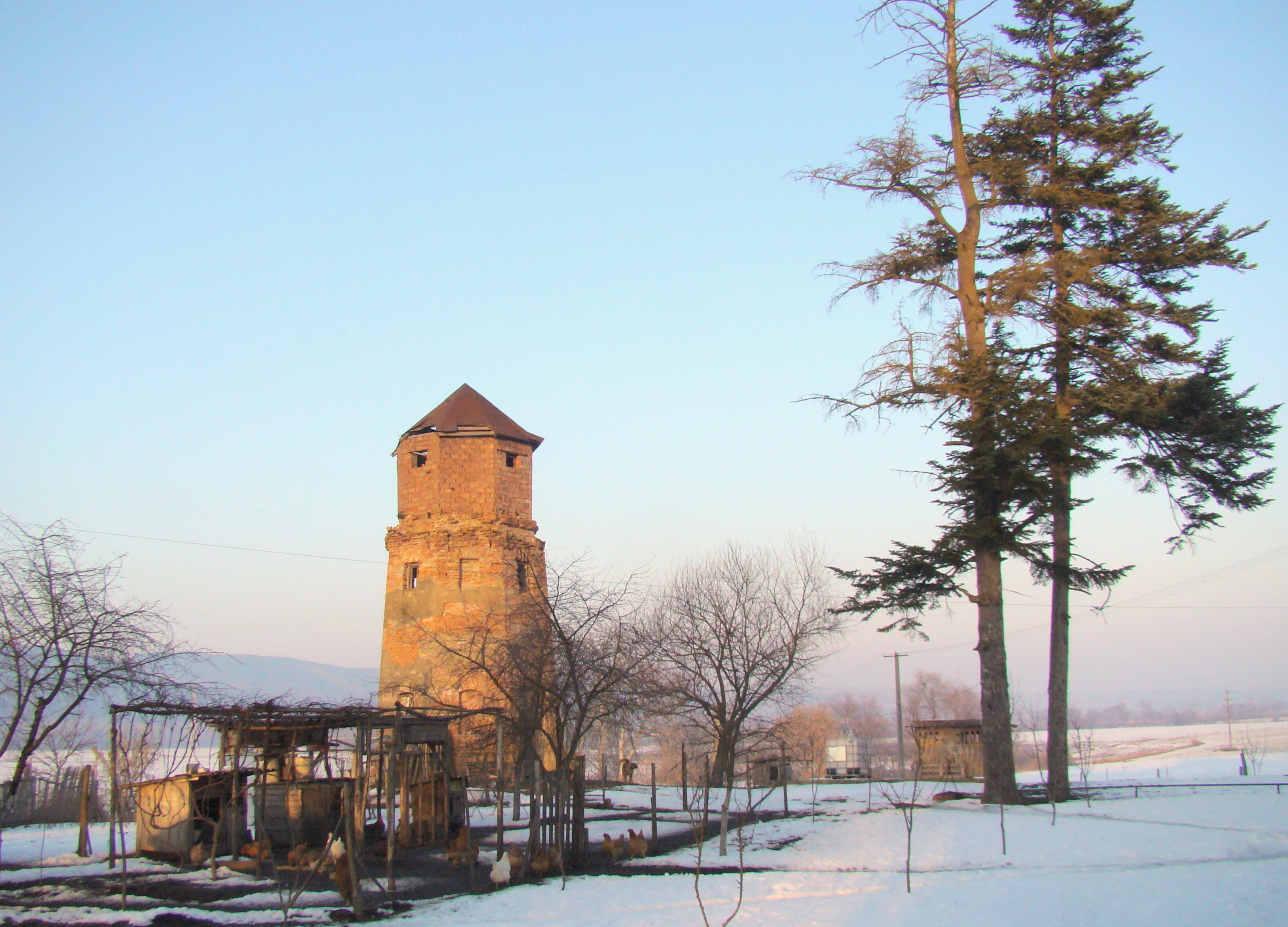
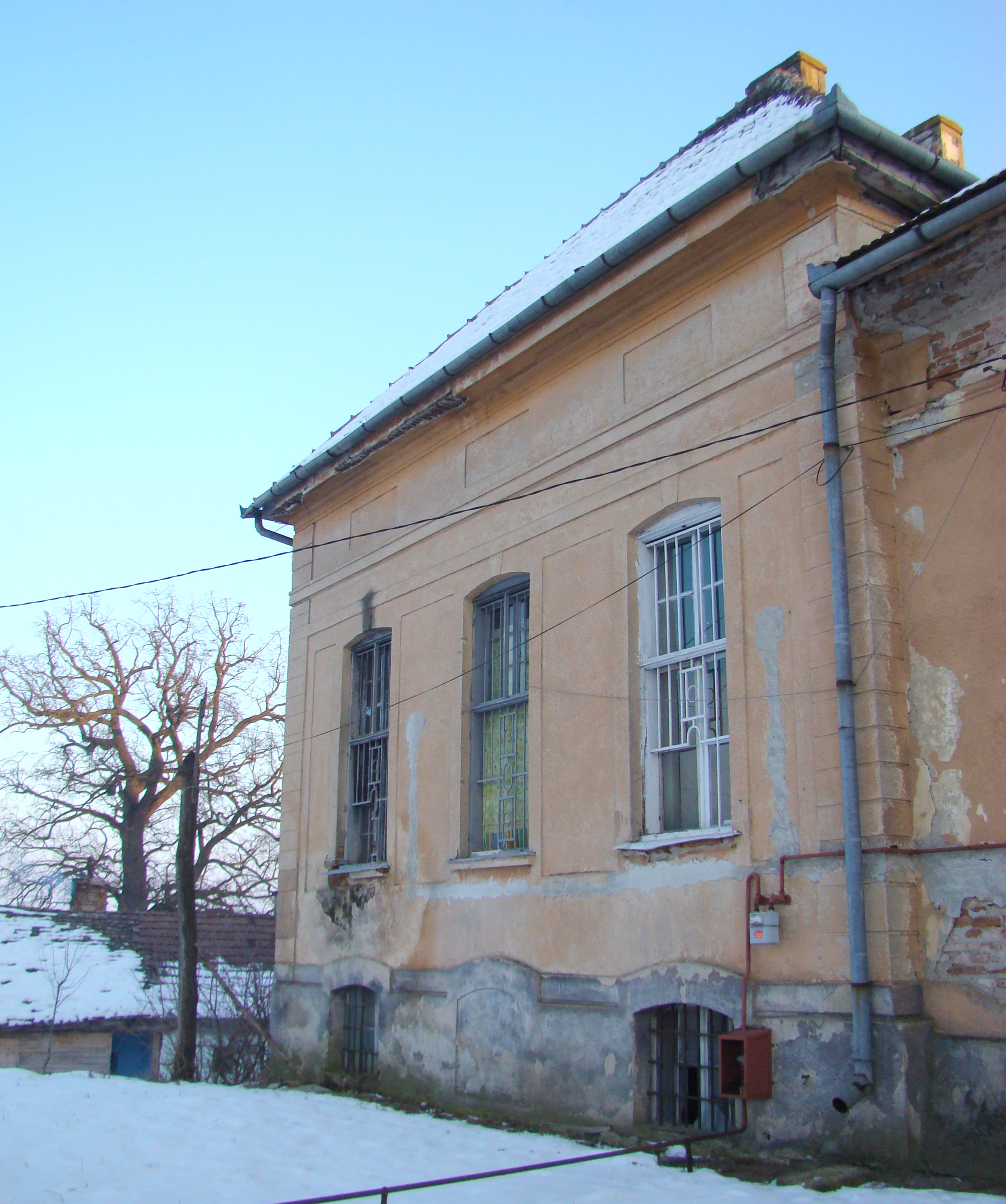
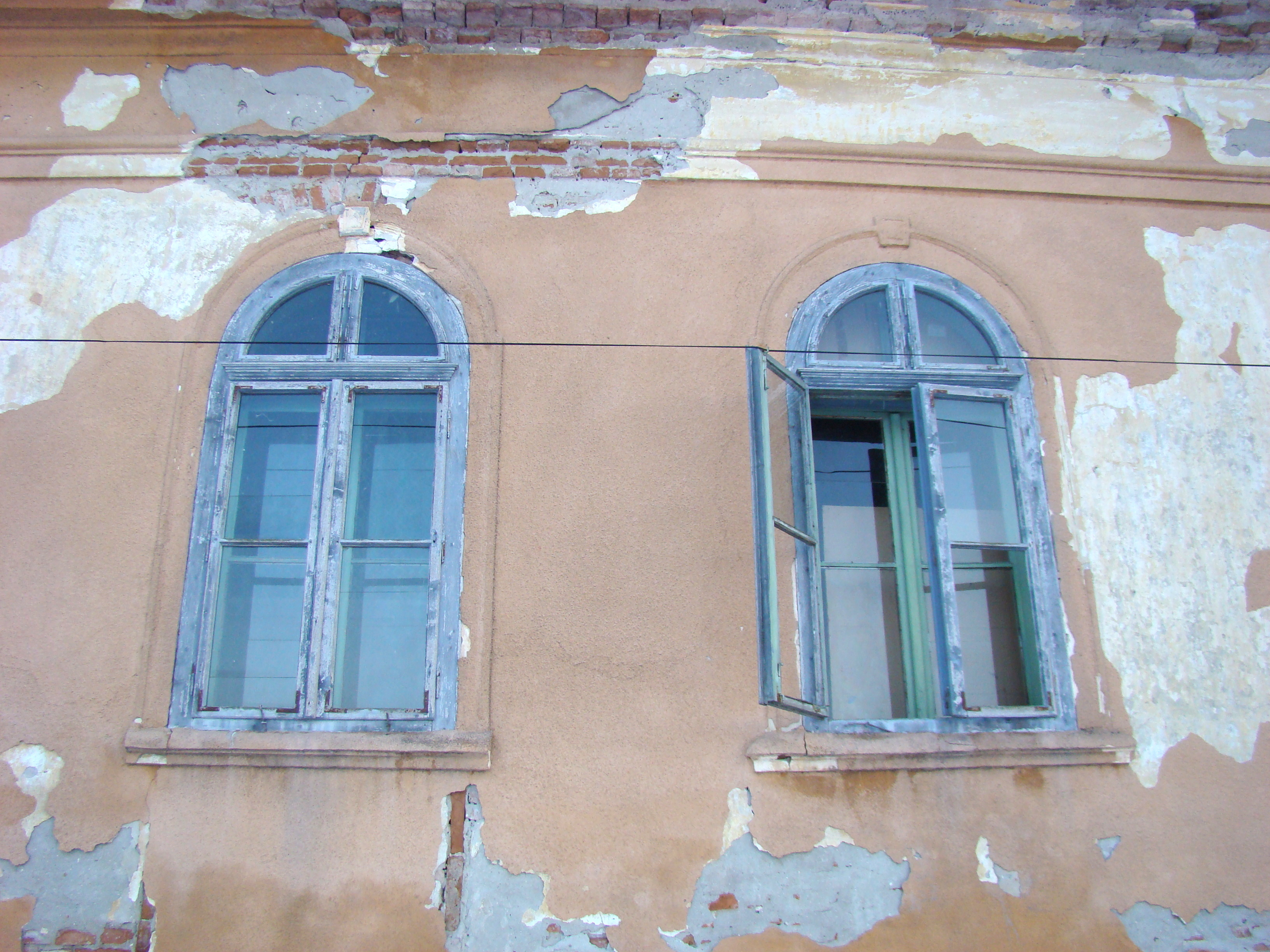
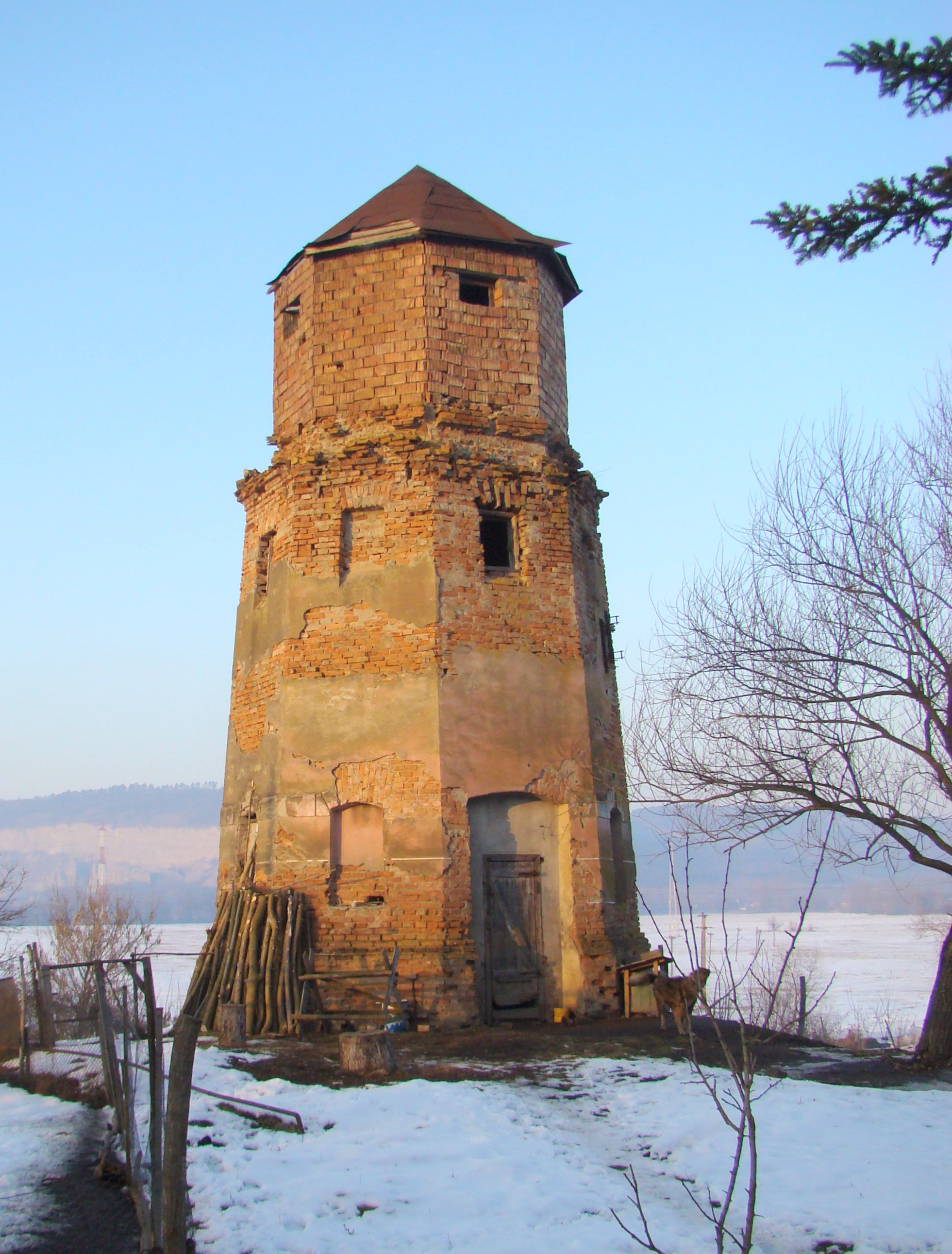
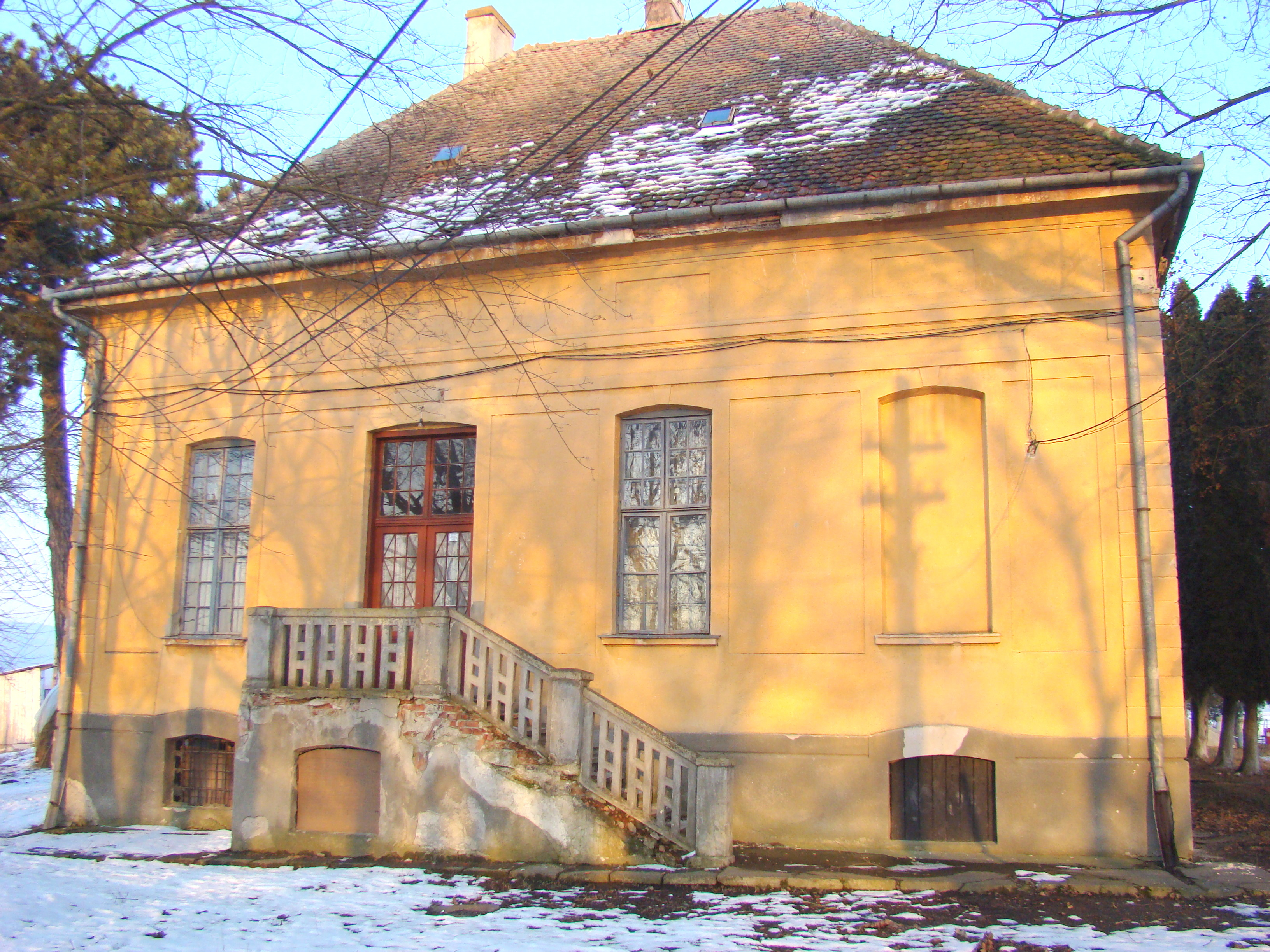
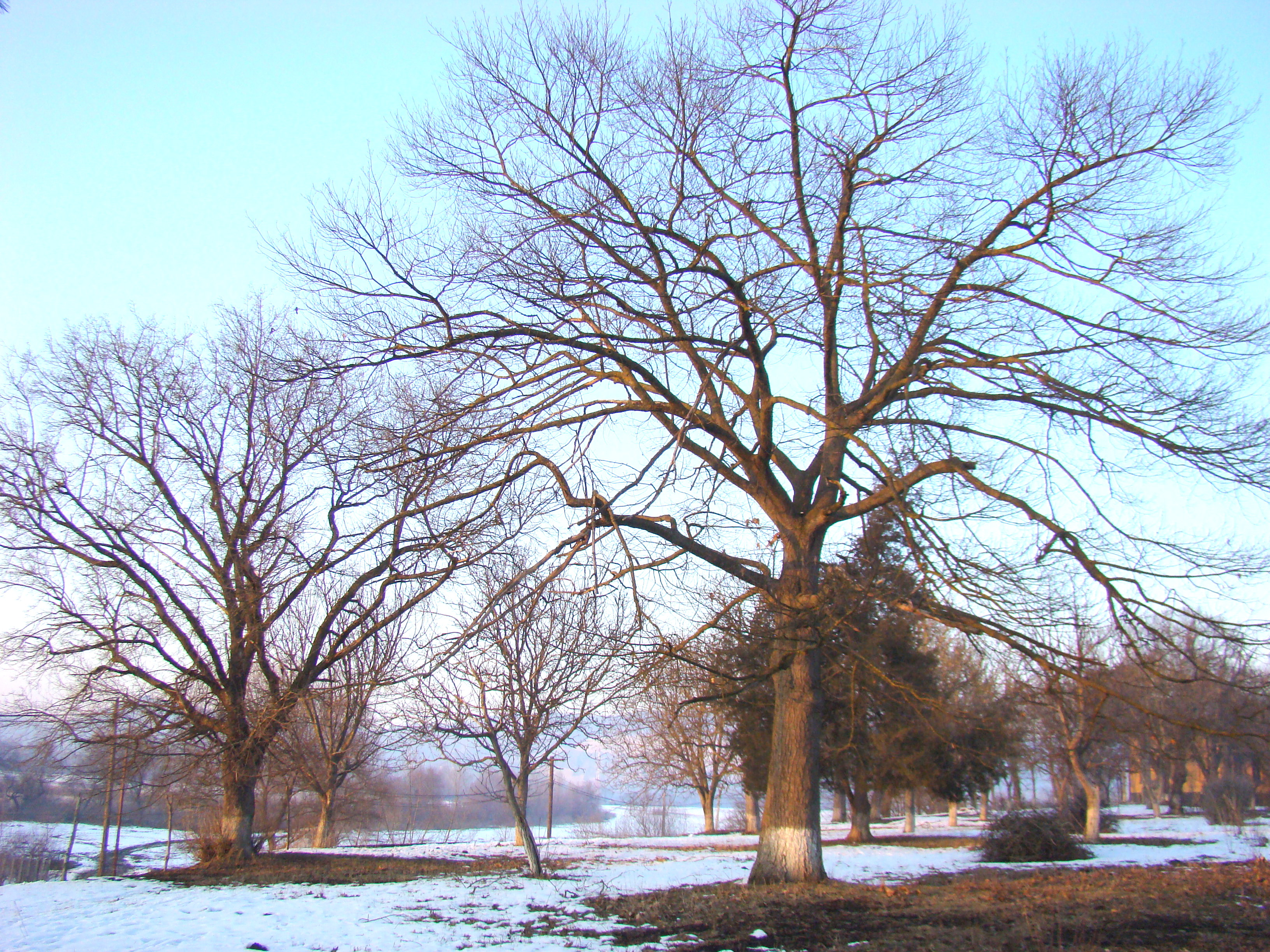
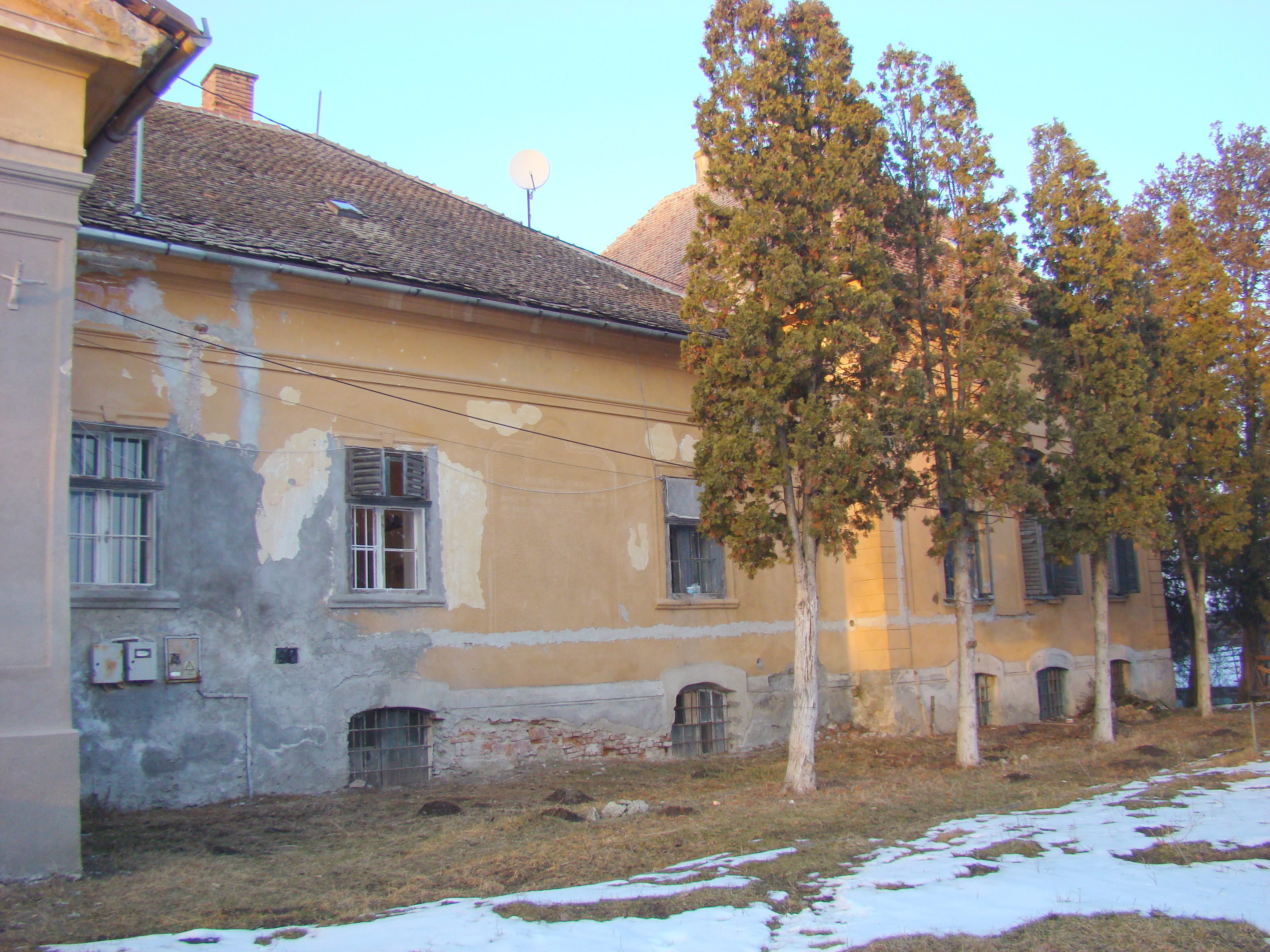
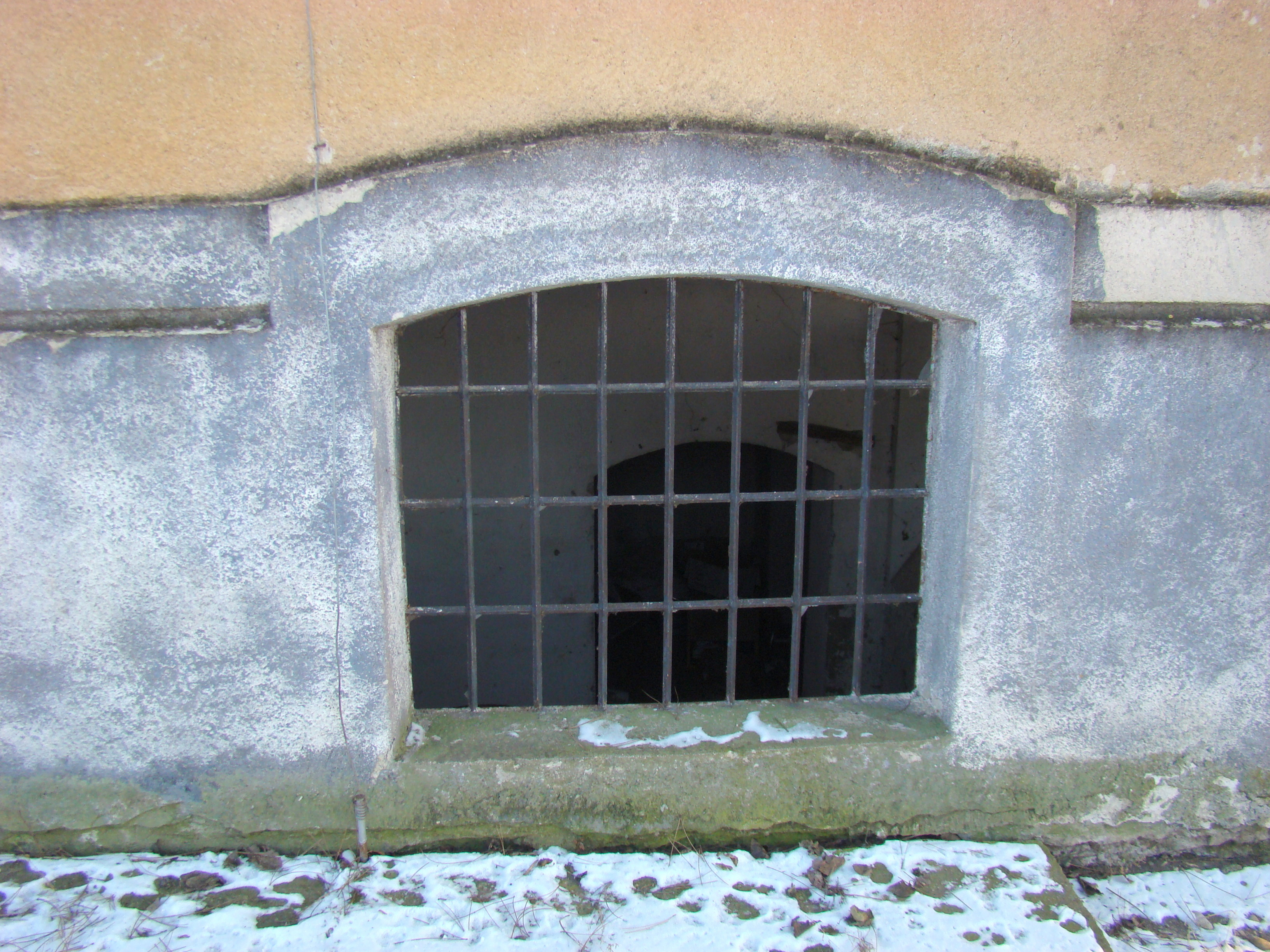
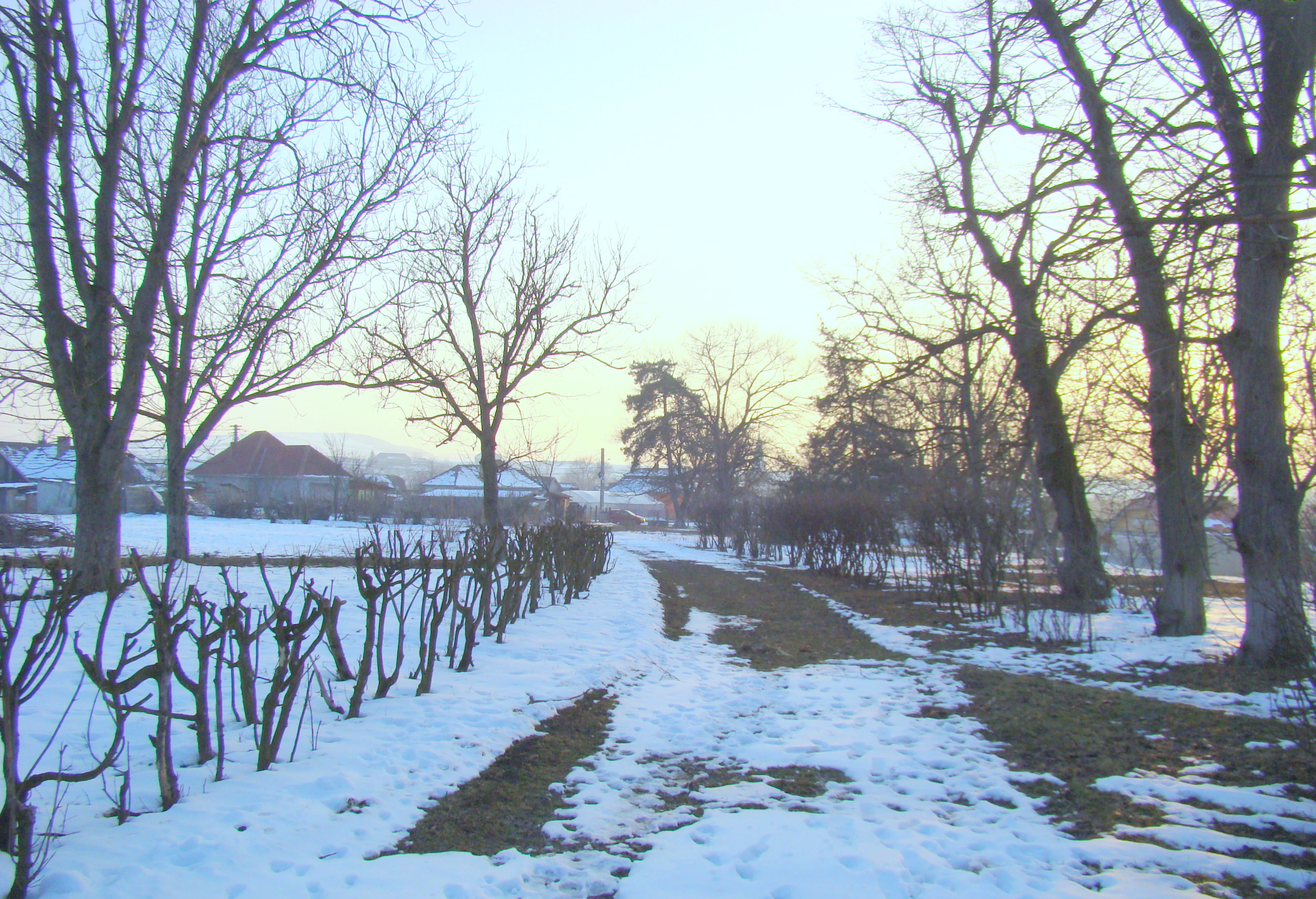
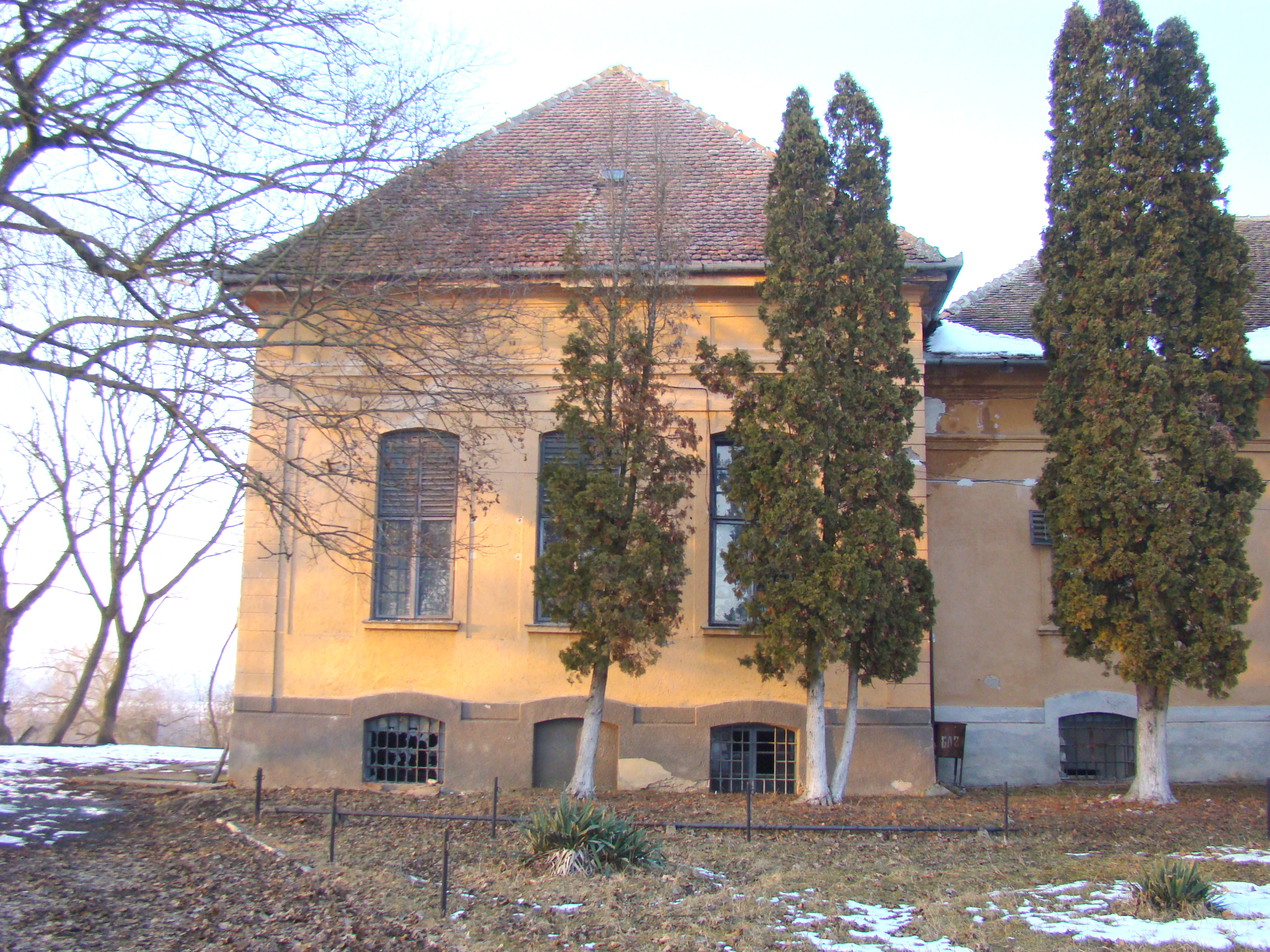
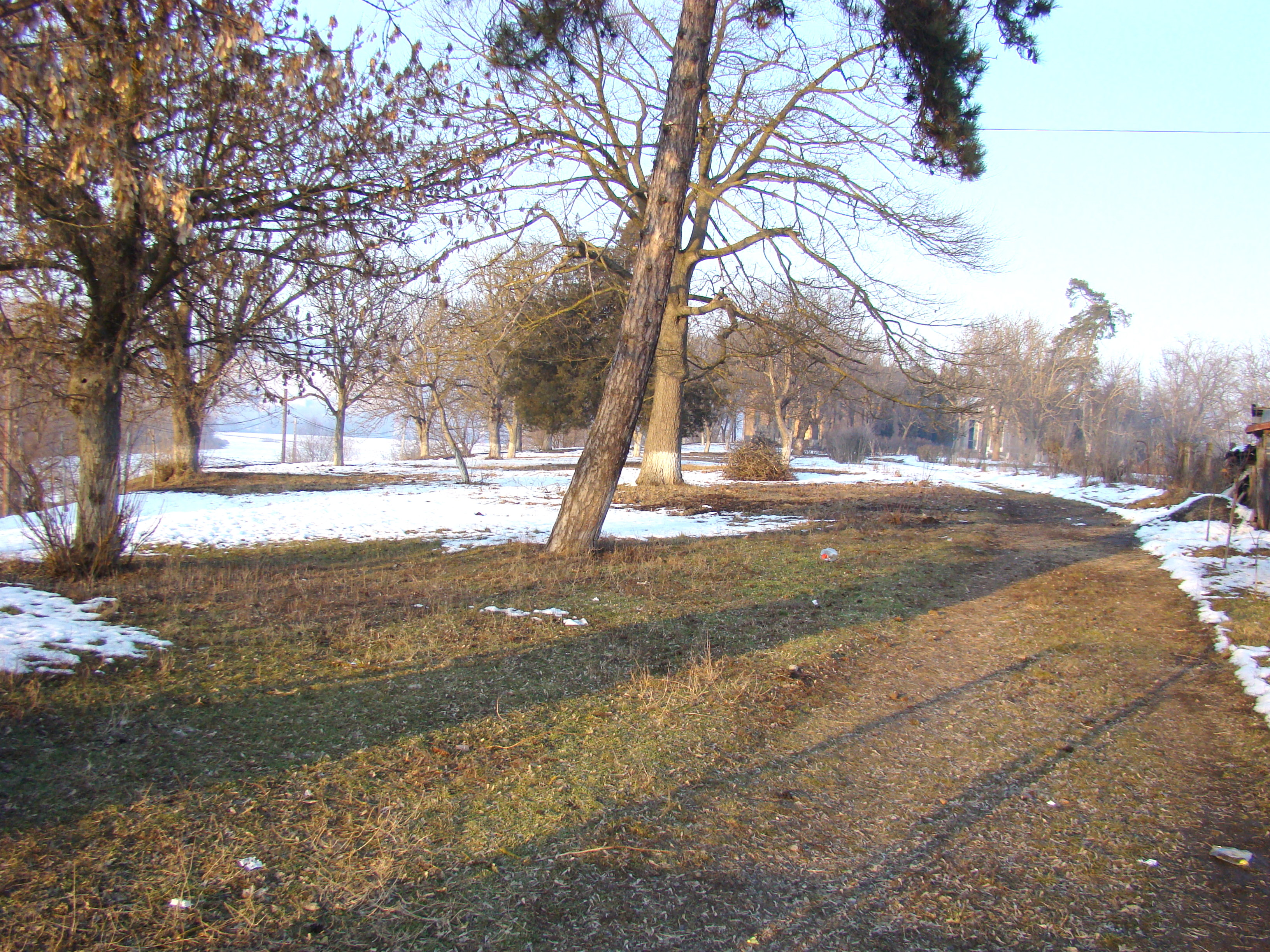

## Vezi și
- Cuci, Mureș